# Giovanni Giorgio Trissino
Giovanni Giorgio „Giangiorgio” Trissino (ur. 22 lipca 1877 w Vicenzy, zm. 22 grudnia 1963 w Mediolanie) – włoski jeździec, dwukrotny medalista olimpijski, hrabia.
Na igrzyskach w Paryżu (1900) wystąpił w dwóch konkurencjach. W skoku w dal zdobył srebrny medal na koniu Oreste (skoczył 5,70 m). W skoku wzwyż zdobył złoto na koniu Oreste (1,85 m), pierwsze miejsce podzielił z nim Francuz Dominique Gardères. Trissino w tych samych zmaganiach zajął też czwarte miejsce, gdyż skakał na innym koniu (Mélepo). Trissino jest pierwszym włoskim sportowcem, który na igrzyskach olimpijskich zdobył przynajmniej dwa medale. Jest również pierwszym w historii włoskim mistrzem olimpijskim.